# The Tokyo Concert
The Tokyo Concert è un album dal vivo del musicista statunitense Bill Evans, pubblicato nel 1974.

## Tracce
1. Mornin' Glory (Bobbie Gentry) – 5:17
2. Up with the Lark (Jerome Kern, Leo Robin) – 6:36
3. Yesterday I Heard the Rain (Gene Lees, Armando Manzanero) – 6:24
4. My Romance (Lorenz Hart, Richard Rodgers) – 8:32
5. When Autumn Comes (Clare Fischer) – 5:54
6. T.T.T.T. (Twelve Tone Tune Two) (Bill Evans) – 6:22
7. Hullo Bolinas (Steve Swallow) – 3:46
8. Gloria's Step (Scott LaFaro) – 7:07
9. On Green Dolphin Street (Bronisław Kaper, Ned Washington) – 6:38

## Formazione
- Bill Evans – piano
- Eddie Gómez – contrabbasso
- Marty Morell – batteria